# Avelina de Forz
Avelina de Forz (em inglês:  Aveline; Burstwick, 20 de janeiro de 1259 — Stockwell, 10 de novembro de 1274) foi suo jure condessa de Aumale e senhora de Holderness. Ela foi a primeira esposa de Edmundo, 1.° Conde de Lencastre e Leicester.

## Família
Avelina foi a segunda filha, quinta e última criança nascida de Guilherme de Forz, 4.° Conde de Albemarle e de Isabel de Forz, 8.ª Condessa de Devon. Seus avós paternos eram Guilherme de Forz, 3.° Conde de Albemarle e Avelina de Montifichet. Seus avós maternos eram Balduíno de Redvers, 6.° Conde de Devon e Amícia de Clare.
Ela teve quatro irmãos mais velhos: João; Tomás, conde de Aumale; Guilherme, e Avícia, esposa de Ingram de Percy.
Do primeiro casamento de seu pai com Cristiana de Galloway, filha de Alano de Galloway e de Margarida de Huntingdon, não teve nenhum meio-irmão.

## Biografia
Avelina era herdeira do condado de Devon e Aumale, do senhorio de Holderness e da Ilha de Wight.
O casamento entre Avelina e Edmundo foi arranjado por Leonor da Provença, consorte do rei Henrique III de Inglaterra, e mãe do conde, Isabel de Forz, mãe da noiva, e Amícia, mãe de Isabel. Portanto, eles ficaram noivos, com o contrato de casamento datando de 6 abril de 1269. 
Eles se casaram na Abadia de Westminster, em Londres, no dia 8 ou 9 de abril de 1269. Avelina tinha dez anos, e Edmundo, vinte e quatro.
Devido a pouca idade da jovem, a união apenas foi consumada quando ela completou quatorze anos de idade, em 1273. Porém, eles não tiveram filhos.
Seu irmão, o conde Tomás, faleceu em alguma data anterior a 6 de abril de 1269. Como ele não teve filhos, Avelina sucedeu ao título de condessa de Aumale. Seu sogro, o rei Henrique III, passou a ter custódia de suas terras.
A condessa faleceu em 10 de novembro de 1274, com apenas quinze anos de idade, em Stockwell. Ela foi sepultada na Abadia de Westminster.